# Kristelig Folkeparti
De Kristelig Folkeparti (KrF) (Nederlands: Christelijke Volkspartij) is een Noorse christendemocratische partij opgericht op 4 september 1933, aanvankelijk als lokale partij in Hordaland (vandaar de eerste naam Hordalands Kristeleg Folkeparti).
Het sterkst staan de christendemocraten aan de Noorse zuidkust. In Vest-Agder halen ze bijna 19% van de stemmen, waar het nationaal gemiddelde iets minder dan 7% is. De partij krijgt vooral aanhang van de christelijke bevolking, maar heeft recent ook toenadering gezocht tot de moslimbevolking. Men vermoedt dat hun standpunten wat betreft alcohol en pornografie ook die groep kunnen aanspreken. Al blijft de steun van de partij voor Israël wel een heikel punt.
In Nederland komen de standpunten van ChristenUnie en SGP het meest overeen met die van KrF. 

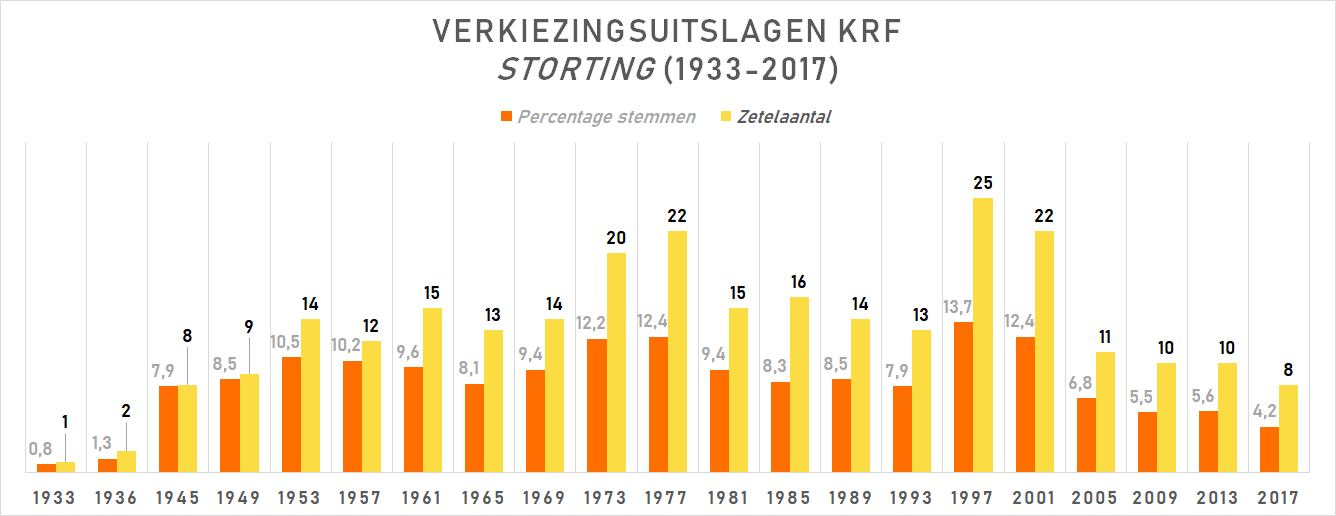
Verkiezingsuitslagen KrF in het Storting (1933-2017)

## Geschiedenis
De KrF is gesticht als reactie tegen het groeiende secularisme in Noorwegen tijdens de jaren 1930. De onmiddellijke aanleiding ligt op een ander gebied. In 1933 slaagt Nils Lavik er niet in zich kandidaat te stellen voor de liberale partij Venstre. Daarop wordt in Hordaland een christendemocratische partij opgezet met als leider en kandidaat Nils Lavik. Lavik wordt verkozen en komt in het Storting. In 1936 komt de partij ook op in Bergen, waar men eveneens een parlementszetel verwerft.
Pas na de Tweede Wereldoorlog, in 1945, is de partij nationaal georganiseerd. Men komt nu over heel Noorwegen op en wint daarmee 8 zetels. In 1963 stapt de KrF in een coalitie met Høyre, Venstre en de Senterpartiet, die overigens niet lang stand zal houden. Twee jaar later halen deze vier partijen opnieuw een meerderheid in het Storting. Zo zal de KrF Noorwegen tussen 1965 en 1971 mee besturen. In 1972 wordt opnieuw een vierpartijenkabinet gevormd met partijleider Lars Korvald regeringsleider, maar na de verkiezingen van 1973 komen de sociaaldemocraten opnieuw aan de macht.
In 1981 verkrijgt de niet-socialistische oppositie opnieuw een parlementaire meerderheid. Onenigheid over de abortuskwestie maakt een centrumrechtse regering niet mogelijk. In 1983 lukt het wel en samen met Høyre en de Senterpartiet zal de KrF regeren in de periode 1983-1986 en 1989-1990. Tussen 2001 en 2005 is Bondevik opnieuw premier, dit keer van een regering met Venstre en zonder de centristen. In 2005 leidt de KrF een verkiezingsnederlaag en tot en met 2018 zat het in de oppositie. 
Op 22 januari 2019 trad KrF toe in het Kabinet-Solberg met Høyre, FrP en Venstre. Hierdoor werd Kjell Ingolf Ropstad minister van Gezin, Emancipatie en Integratie, ook kreeg KrF de ministersposten van Landbouw, en die van Ontwikkelingssamenwerking. Toen begin 2020 de FrP uit de coalitie trad, kreeg men ook de verantwoordelijkheid over het ministerie van Verkeer en Vervoer.
Bij de Noorse parlementsverkiezingen 2021 behaalde de Kristelig Folkeparti voor het eerst niet de kiesdrempelvan vier procent. Het kon daarom alleen aanspraak maken op districtsmandaten. Die kwamen voor KrF uit Vest-Agder, Rogaland en Hordaland, waardoor het met drie zetels vertegenwoordigd is in het Storting. Men kwam ook in de oppositie terecht, omdat er geen centrumrechtse meerderheid meer was.

## Ideologie
Op sociaal gebied is de KrF een conservatieve partij. Ze verzet zich tegen euthanasie en abortus. Samen met enkele andere partijen heeft ze van de Noorse wet op biotechnologie een van de strengste ter wereld gemaakt. Wat betreft holebirechten vindt de partij dat twee mensen van hetzelfde geslacht moeten kunnen samenleven. Anderzijds is er verzet tegen het homohuwelijk en adoptierechten voor holebi's. Een standpunt over homoseksuele clerici neemt de partij niet in, zijnde volgens de KrF een binnenkerkelijke zaak.
Onder Kjell Magne Bondevik en Valgerd Svarstad Haugland is de partij iets naar links opgeschoven. Het slechte resultaat in 2009 zorgt voor wat spanningen tussen de conservatieve en liberalen facties binnen de Kristelig Folkeparti. De strijd tussen beide vleugels laaide opnieuw op in 2018 toen partijleider Knut Arild Hareide aangaf dat hij de gedoogsteun aan het kabinet Solberg wilde beëindigen en meewerken aan de vorming van een linkse coalitie onder leiding van Arbeiderpartiet. Het lukte hem echter niet de partij mee te krijgen hetgeen leidde tot zijn vertrek. In plaats van steun voor links werd de gedoogsteun voor rechts ingeruild voor toetreding tot het rechtse kabinet van Erna Solberg. 

## Partijleiders
- Nils Lavik (1938-1951)
- Erling Wikborg (1951-1955)
- Einar Hareide (1955-1967)
- Lars Korvald (1967-1975)
- Kåre Kristiansen (1975-1977)
- Lars Korvald (1977-1979)
- Kåre Kristiansen (1979-1983)
- Kjell Magne Bondevik (1983-1995)
- Valgerd Svarstad Haugland (1995-2004)
- Dagfinn Høybråten (2004-2011)
- Knut Arild Hareide (2011-2018)
- Olaug Bollestad (2019, waarnemend)